# Шато Ларше
Шато Ларше (фр. Château-Larcher) насеље је и општина у западној Француској у региону Поату-Шарант, у департману Вијена која припада префектури Поатје.
По подацима из 2011. године у општини је живело 962 становника, а густина насељености је износила 62,67 становника/km². Општина се простире на површини од 15,35 km². Налази се на средњој надморској висини од 95 метара (максималној 135 m, а минималној 85 m).

## Демографија
| 1962. | 1968. | 1975. | 1982. | 1990. | 1999. | 2011. |
| ----- | ----- | ----- | ----- | ----- | ----- | ----- |
| 433   | 450   | 536   | 709   | 820   | 818   | 962   |

График промене броја становника у току последњих година